# یک جنایت
یک جنایت (به انگلیسی: A Crime) فیلمی مهیج محصول سال ۲۰۰۶ به کارگردانی مانوئل پرادال، نویسندگی پرادال و تونینو بناکیستا و با بازی امانوئل بئار است.
داستان فیلم درباره وینسنت (نورمن ریدس) است که به دنبال قاتل همسرش می‌گردد. در این جریان، همسایه‌اش آلیس (امانوئل بئار) تصمیم می‌گیرد یک مجرم اختراع کند تا بتواند انتقام بگیرد. با این حال، هیچ مجرم و جرم ایده‌آلی وجود ندارد.

## بازیگران
- امانوئل بئار در نقش آلیس پارکر

- نورمن ریدس در نقش وینسنت هریس
- هاروی کایتل در نقش راجر کالکین
- جو گریفاسی در نقش بیل
- لی‌لی ریب در نقش سوفی
- کیم دایرکتور در نقش اشلی هریس
- چاک کوپر در نقش ویل
- تد کوچ در نقش اسکات
- بن وانگ در نقش مرد چینی
- استیون پین در نقش مارک
- برایان تارانتینا در نقش جو
- پاتریک کالینز در نقش بن
- کلم چونگ در نقش لی هوانگ
- جاناتان لام در نقش «بیبی فیس»
- ناتالی کارون در نقش جنی